# Neuseeland-Lappenfledermaus
Die Neuseeland-Lappenfledermaus (Chalinolobus tuberculatus) ist eine auf Neuseeland endemische Art aus der Gattung Chalinolobus und eine von drei hier lebenden Fledermausarten. Sie waren bis zur Ankunft der Europäer die einzigen Säugetiere auf dieser Inselgruppe. Die anderen auf Neuseeland beheimateten Fledermausarten, die Kleine Neuseelandfledermaus (Mystacina tuberculata) und die inzwischen ausgestorbene Große Neuseelandfledermaus  (Mystacina robusta), gehören der endemischen Gattung der Neuseelandfledermäuse (Mystacina) an.

## Körperbau
Die Neuseeland-Lappenfledermaus ist ein relativ kleiner Vertreter der Gattung Chalinolobus. Die ausgewachsenen Tiere erreichen ein Körpergewicht von 7 bis 10 Gramm und eine Spannweite von ca. 26 cm. Der Rücken ist bedeckt mit feinen, seidigen Haaren, die Farbtöne von schwarz bis zu einem dunklen rötlich-braun erreichen. Der Bauch ist bedeckt mit einem grau-schwarzen Haarkleid, während die Flugmembran der Flügel und die V-förmige Schwanzmembran völlig unbehaart sind. Die Knochenstruktur von Chalinolobus tuberculatus ist schlank und lang. Der kleine Daumen, der aus dem Handgelenk entspringt und nicht mit den anderen Fingern durch eine Membran verbunden ist, endet in einer scharfen, gebogenen Kralle, die absteht. Die Differenzierung zwischen den Geschlechtern ist offensichtlich, da man bei den Männchen das kleine Glied (Penis) sehen kann.

## Verhalten
Der Flugstil der Neuseeland-Lappenfledermaus ähnelt dem Flugverhalten des Neuseelandfächerschwanz (Rhipidura fuliginosa). Das Flugmuster besteht aus schnellen Flugmanövern mit häufigen Richtungsänderungen. Die Fledermäuse halten ihren Winterschlaf für vier bis fünf Monate über die Wintermonate. Die Populationen auf der Nordinsel halten in warmen Wintern keinen Winterschlaf. O’Donnell führte eine Studie über einen Zeitraum von sieben Jahren durch. Es wurde festgestellt, dass sich C. tuberculatus im frühen Herbst paart. Die Wissenschaftler um O’Donnell nehmen an, dass die Spermien den ganzen Winter über in den Eileitern der weiblichen Fledermäuse gelagert werden. Mit dem Eisprung nach dem Winterschlaf im Frühjahr findet die Befruchtung statt. Dies ist sowohl bei C. morio als auch bei C. gouldii der Fall. Die Weibchen erreichen ihre Geschlechtsreife in einem Alter von zwei bis drei Jahren. Sie gebären ihr einziges Jungtier Mitte Dezember. Die Wissenschaftler fanden heraus, dass im Durchschnitt gleich viele Männchen und Weibchen geboren wurden. Die Jungtiere versuchen sich nach vier bis fünf Wochen mit den ersten Flugversuchen. O’Donnell beobachtete im Jahr 2002, dass die Stillzeit der Weibchen später endet, wenn in den Sommermonaten viele Insekten fliegen und wenn eine hohe jährliche Lufttemperatur besteht.
Die Art lebt vor allem in Gruppenquartieren, gelegentlich aber auch in Einzelquartieren. Die Gemeinschaftsquartiere befinden sich oft in hohlen Bäumen mit einem großen Stammdurchmesser, insbesondere Weiden (Salix spp.) wurden gefunden, die groß genug für gemeinsame Schlafhöhlen waren. Einzelne Tiere verkriechen sich auch in Felsspalten und hohle Bäume mit einem geringeren Stammdurchmesser, wie Cordyline australis oder Kunzea ericoides. Zur Begattung versammeln sich die Weibchen in Gruppen, wo sie zusammengedrängt in einer warmen Umgebung auf die Männchen warten.

## Ernährung
Wenn die Dämmerung einbricht, verlassen die Tiere ihr Tagesquartier und gehen auf die Suche nach Nahrung. Dabei legen sie pro Nacht Entfernungen von bis zu vier Kilometern zurück. Bei der Jagd auf fliegende Insekten bevorzugen sie Waldränder und kleine Lichtungen, im Wald oder auf offenen Feldern jagen sie seltener. Als Insektenfresser ernähren sie sich von fliegenden Insekten wie Mücken, Motten und Eintagsfliegen. Kurz nach Sonnenaufgang verkriechen sie sich wieder in ihre Schlafplätze. Sie können flexibel in ihrer Ernährung sein, da in Gefangenschaft lebende Tiere auch Mehlwürmer und größere Insekten, wie z. B. eine Gottesanbeterin, fressen.

## Verbreitung
Die Neuseeland-Lappenfledermaus ist endemisch in Neuseeland, obwohl die Gattung Chalinolobus überwiegend in Australien beheimatet ist. Es wird angenommen, dass C. tuberculatus von C. picatus oder C. gouldii abstammt und sich durch die Isolation für über eine Million Jahre zu einer eigenen Art entwickelt hat. C. tuberculatus ist heutzutage in fast ganz Neuseeland beheimatet.

## Lebensraum
Lebensräume der Art sind überwiegend temperate Regenwälder, insbesondere Nothofagus-Wälder, seltener werden Quartiere in Pflanzungen exotischer Baumarten, natürlichen Höhlen und Gebäuden besiedelt. Die Art lebt auf der Nord- und Südinsel Neuseelands, gilt aber auf der Südinsel heute als selten. C. tuberculatus kommt auch auf der Great Barrier Island und auf Kapiti Island vor. Sie können auch in Höhenlagen bis auf ca. 1000 m über dem Meeresspiegel gefunden werden. Sie leben auch im Tief- und Bergland in einheimischen Wäldern, auf Ackerland und auch in Kalksteinhöhlen. Doch am häufigsten trifft man auf sie in ursprünglichen Wäldern.

## Gefährdung
Wie die Kleine Neuseelandfledermaus ist auch die Neuseeland-Lappenfledermaus gefährdet, da die eingeschleppten Raubtiere immer weiter in die Verbreitungsgebiete vordringen und die Fledermäuse in ihrem Lebenszyklus stören. Die noch flugunfähigen Jungtiere haben gegen Ratten und Marder keine Chance. Die Dezimierung der Art durch Marder gilt als eine der bedeutendsten Ursachen für den allgemeinen Rückgang. Ein erheblicher Rückgang in Fiordland im Jahr 1996 wurde durch einen Zustrom von Hermelinen (Mustela erminea) in das Gebiet verursacht. Andere eingeführte Säugetiere wie Ratten (Rattus exulans, Rattus rattus und Rattus norvegicus) und Haus- und verwilderte Katzen (Felis catus) jagen auch diese endemischen Säugetiere. Die natürlichen Feinde wie Haliaetus australis jagen Chalinolobus tuberculatus auch, was durch Knochen und abgetrennte Flügel in den Nestern belegt ist. Die von ihnen bewohnten Höhlen werden von dem eingeführten Star (Sturnus vulgaris) und von den ebenfalls eingeführten Hausratten streitig gemacht.

### Parasiten
Die Neuseeland-Lappenfledermaus ist der Wirt einer Reihe von Parasiten, wie zum Beispiel der Flohart Porribius pacificus, die bevorzugt diese Fledermaus-Art befällt. Auf Grund der Gruppenquartiere ist dieser Floh sehr häufig, da er problemlos seine Eier auf noch nicht infizierte Tiere legen kann. Zwei Arten von Milben, Ornithonyssus spinosa (Manson, 1972) und eine unbestimmte Spinturnix-Art, und eine Art der Bandwürmer, Hymenolepis chalinolobus, befallen auch C. tuberculatus.

### Schutz
Derzeit laufen eine Reihe von Schutzmaßnahmen, wie zum Beispiel der Schutz und die Verbesserung der bestehenden Quartiere, der Bau von künstlichen Quartieren, Ausrottungsversuche für die eingeschleppten Raubtiere, die Bereitstellung von Informationen über diese Fledermausart und die Wiederaufforstung der einheimischen Vegetation. 2021 gewann die Neuseeland-Lappenfledermaus den neuseeländischen Wettbewerb zum Vogel des Jahres.

## Bedeutung für die Maori
Der traditionelle Maori-Name für die Art ist Pekapeka. Er hat eine abergläubische Bedeutung. Ein altes Sprichwort der Maori verknüpft den Pekapeka mit dem mythischen Nachtvogel „Hokioi“, der den Tod und Katastrophen voraussagen kann. Der Name Pekapeka wird auch als Ortsname in einem Gebiet von Neuseeland verwendet. Eine Bucht in Nord Auckland bekam den Namen „Pekapeka-Bay“, eine Meeresströmung wurde „Pekapeka Strom“ genannt.
Benennung
| Englische Sprache           | Maorische Sprache |
| --------------------------- | ----------------- |
| New Zealand long-tailed bat | pekapeka-tou-roa  |
| long-tailed wattled bat     | Pekapeka          |
| Long-tailed bat             |                   |